# Бима (Агрызский район)
Бима (тат. Бимә) — село Агрызского района Республики Татарстан. Является административным центром и самым крупным населённым пунктом Бимского сельского поселения.

## Географическое положение
Село расположено на левом берегу реки Бима, у границы с Каракулинским районом Удмуртской республики. Ближайший населённый пункт Бимского сельского поселения, деревня Мадык, расположен в 2 км к юго-востоку. Расстояние до административного центра района, города Агрыз, составляет 62 км (82 км по автодорогам) на северо-запад.
Постановлением Кабинета Министров Республики Татарстан входит в перечень населённых пунктов, находящихся в отдалённых или труднодоступных местностях Республики Татарстан.

## История
Основание населённого пункта местные исследователи относят к XV веку, что доказывается находками в огородах села монет, ходивших в обращении в тот период.
В 1723 году в деревне числилось 53 души мужского пола.
В списке населённых мест 1802 года в деревне Бимы учтены 109 тептярей мужского пола. Деревня тогда относилась к Сарапульской округе Вятской губернии, входила в тептярскую команду начальника Илчибая Исенякова.
В «Списке населённых мест Российской империи», изданном в 1876 году, населённый пункт упомянут как казённая деревня Бима 2-го стана Елабужского уезда Вятской губернии, при речке Малой Биме, расположенная в 95 верстах от уездного города Елабуга. Здесь насчитывалось 58 дворов и проживало 449 человек (209 мужчин и 240 женщин).
В 1887 году в деревне Бима Бимского сельского общества Бимской волости проживало 606 тептярей из черемисов в 112 дворах (307 мужчин и 299 женщин). Земельный надел деревни составлял 1775,8 десятин земли, в том числе 32 десятины усадебной земли, 911,2 — пашни, 185,2 — сенокоса, 101,8 — выгона, 236,3 десятины подушного леса и 207,5 — лесного надела, а также 101,8 десятины неудобной земли. У жителей имелось 312 лошадей, 183 коровы и 656 единиц мелкого скота (овец, свиней и коз); 27 человек занимались местными промыслами (в том числе 11 пильщиков), 30 — отхожими промыслами (в том числе 28 извозчиков), также были распространены охота, гончарный, бондарный и ткацкий промыслы, плетение из ивы и лыка. Было 6 грамотных и 8 учащихся. Имелось 2 мельницы, также действовали крупорушки, сушилки, конные молотилки.
По переписи 1897 года в деревне Бимы проживало 744 человека (362 мужчины, 382 женщины), из них 92 православных и 638 язычников.
В 1895 году открыта церковно-приходская школа (с 1902 года — Братско-Вознесенская школа), в 1905 году — земское начальное училище (с 1912 года — четырехклассная школа).
В 1905 году в деревне Пьяноборской волости Елабужского уезда проживало 689 человек (340 мужчин, 349 женщин) в 135 дворах.
Затем до 1919 года село входило в Исенбаевскую волость Елабужского уезда Вятской губернии. С 1921 года перешло в состав Агрызского кантона ТАССР, с 1924 — в состав Елабужского кантона, с 1928 — в состав Челнинского кантона. С 10 августа 1930 года село переходит в состав Красноборского района (в 1930 и 1948 годах — центр сельсовета), с 28 октября 1960 года — в состав Агрызского района, с 1 февраля 1963 года — в состав Елабужского сельского района. 4 марта 1964 года село окончательно вернулось в состав Агрызского района.
В 1929 году организован колхоз «Мариец». В 1950 году в его состав вошел колхоз имени Кирова деревни Мадык. В 1961 году колхоз «Мариец» объединен с колхозом «Уйлыш» деревни Пелемеш под названием «Россия», с 1994 года — коллективное предприятие «Бима».
В 1919–1927 годах здесь работала школа первой ступени, в 1927 году преобразованная в семилетнюю, а в 1937 году — в среднюю.
В годы Великой Отечественной войны она снова стала семилетней, в 1961 году — восьмилетней, в 1981 году — вновь средней. В 1942–1955 годах при школе работал детский дом. С 1989 года в школе работает историко-краеведческий музей.

## Население
По данным на 1 января 2012 года в селе проживает 623 человека, средний возраст жителей — 32 года, количество дворов — 181.
По переписи 2002 года в селе проживало 589 человек (286 мужчин, 303 женщины), марийцы (100 %).
По переписи 2010 года — 594 человека (292 мужчины, 302 женщины).
| 1859 | 1887 | 1897 | 1905 | 1920 | 1926 | 1938 | 1949 | 1958 | 1970 | 1989 | 2002 | 2010 |
| ---- | ---- | ---- | ---- | ---- | ---- | ---- | ---- | ---- | ---- | ---- | ---- | ---- |
| 449  | 606  | 744  | 689  | 754  | 715  | 806  | 669  | 727  | 773  | 591  | 589  | 594  |

## Инфраструктура
В населённом пункте расположены следующие объекты инфраструктуры:
- Бимская средняя общеобразовательная школа
- Бимское дошкольное образовательное учреждение
- Бимская библиотека
- Бимский сельский дом культуры (с 2010 года при нём функционирует фольклорный коллектив «Эр ужара»[5])
- Бимский фельдшерско-акушерский пункт
- Филиал № 1 ООО «Агрофирма „Ак Барс — Агрыз“», отделение «Бима»

Действуют зерноток, машинно-тракторная мастерская, ферма КРС. Жители, кроме агрофирмы «Ак Барс — Агрыз», работают в сельскохозяйственном кооперативе «Дуслык», занимаются полеводством и животноводством. Также имеются кладбище, почтовое отделение, 2 магазина. В 2000 году началась газификация села, в 2001 году проложена асфальтированная дорога.